# Грумбридж 1618
Грумбридж 1618 (англ. Groombridge 1618) — одиночная звезда в созвездии Большой Медведицы. Находится на расстоянии около 15,9 светового года от Солнца.

## Характеристики
Звезда впервые упоминается в каталоге циркумполярных звёзд 1838 года британского астронома Стивена Грумбриджа. Она принадлежит к классу оранжевых карликов — маломассивных звёзд главной последовательности. Её масса и диаметр соответствуют 64 % и 59 % солнечных соответственно. Грумбридж 1618 является вспыхивающей звездой, то есть у неё большая хромосферная активность. Данный факт, а также скорость вращения её вокруг собственной оси, которая равна 1,7—2,1 км/с, можно предположить, что звезда относительно молода: её возраст не превышает 1 миллиарда лет. Джиада Арни из Центра космических полётов Годдарда (НАСА), изучавшая оранжевые карлики спектрального класса K, считает звёзды Грумбридж 1618, HD 156026 (36 Змееносца C), 61 Лебедя AB и Эпсилон Индейца отличными целями для будущих поисков биосигнатур, так как биомаркер кислород-метан более выражен на орбите у оранжевых карликов, чем у жёлтых карликов, подобных Солнцу.

## Ближайшее окружение звезды
Следующие звёздные системы находятся на расстоянии в пределах 10 световых лет от Грумбридж 1618:
| Звезда               | Спектральный класс  | Расстояние, св. лет |
| WX Большой Медведицы | M1 Ve / M5,5 Ve     | 3,1                 |
| Глизе 338            | K7-M0 Ve / K7-M0 Ve | 5,2                 |
| GJ 1116              | M5,5 Ve / M5,5 Ve   | 7,3                 |
| AD Льва              | M3 Ve               | 8,1                 |
| DX Рака              | M6,5 Ve             | 8,2                 |
| Лаланд 21185         | M2,1 Ve             | 8,3                 |
| AC+79 3888           | M3,5 V              | 9,0                 |